# ダニエル・アキーノ・ピントス
ダニ・アキーノ（Dani Aquino）ことダニエル・アキーノ・ピントス（Daniel Aquino Pintos, 1990年7月27日 - ）は、スペイン・ムルシア州出身のサッカー選手。プリメーラ・ディビシオンRFEF・CDバダホス所属。ポジションはFW。

## 経歴
2006-07シーズン、セグンダ・ディビシオンのCDテネリフェ戦において、16歳でプロデビューした。そのシーズンの出場は1試合にとどまった。プリメーラ・ディビシオンデビューは2008年1月20日のレアル・サラゴサ戦である。ラシン・サンタンデール戦ではプリメーラでの初得点を記録した。
2013年1月、アトレティコ・マドリードのCチームに加入した。Cチーム、Bチーム両方で結果を残したことで、同年7月13日、レアル・バリャドリードとのリーグ戦にてトップチームデビューを飾った。
U-17スペイン代表としてUEFA U-17欧州選手権2007に優勝した。FIFA U-17ワールドカップでは決勝でナイジェリアに敗れ準優勝を果たした。彼は3得点し、ボージャン・クルキッチに次いでチーム内2位の得点数を記録した。翌年にチェコで開催されたUEFA U-19欧州選手権2008には飛び級でメンバー入りし、優勝メンバーとなった。

## 家族
父親のダニエル・トリビオ・アキーノは、アルゼンチン出身でレアル・ベティスやレアル・ムルシアでプレーしたサッカー選手である。

## タイトル
U-17スペイン代表
- UEFA U-17欧州選手権 : 2007